# Green Eagles Football Club
O Green Eagles Football Club é um clube de futebol com sede em Choma, Zâmbia. A equipe compete no Campeonato Zambiano de Futebol.

## História
O clube foi fundado em 2000.